# Pinturas en la escalera del Kunsthistorisches Museum
La escalera del Museo de Historia del Arte de Viena está equipada en las enjutas e intercolumnios con pinturas de Gustav Klimt, Ernst Klimt y Franz Matsch, en los lunetos, con cuadros por Hans Makart, y la pintura del techo es de Mihály Munkácsy.

## Historia
A mediados de 1881, el comité Wiener Hofbau-Comité de Viena encargó a Hans Makart el equipamiento completo de la escalera grande del Museo de Historia del Arte. Sin embargo, Makart murió en 1884, completando sólo los cuadros para los lunetos. El comité tuvo que buscar otros artistas para las pinturas del techo, las enjutas y los intercolumnios. En 1885 Hans Canon fue inicialmente encargado de la pintura del techo, pero también murió unos cuantos meses más tarde. Finalmente, Mihály Munkácsy fue elegido para pintar el techo: Apoteosis de Renacimiento, el cual fue completado a mediados de 1890. El grupo de artistas Maler-Compagnie, al que pertenecían los hermanos Gustav y Ernst Klimt, así como Franz Matsch, fue encargado de llevar a cabo los cuadros de enjutas y intercolumnios. Las obras estuvieron completadas en 1891 sobre un concepto y denominación de Albert Ilg.

## Pintura de techo: Mihály Munkácsy

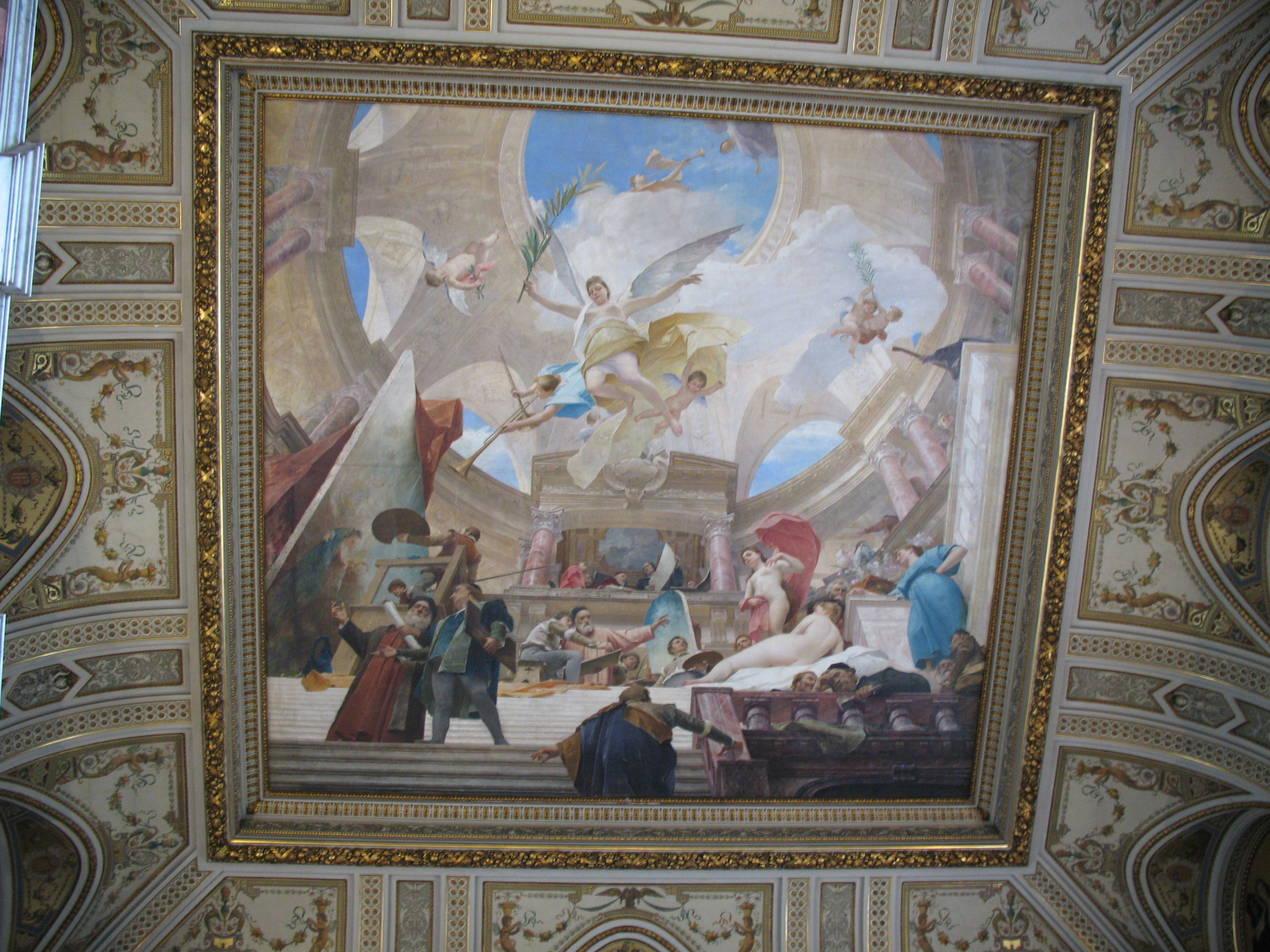
Mihály Munkácsy: Apoteosis del Renacimiento (pintura de techo, Kunsthistorisches Museum, 1890)

Apoteosis del Renacimiento de Munkácsy parece un edificio del Renacimiento con una cúpula que se abre hacia el cielo. En una logia se puede ver el Papa, debajo Miguel Ángel, Leonardo da Vinci y Rafael Sanzio. Tiziano da lecciones de pintura, y Paolo Veronese se para en un andamio. Las representaciones personalizadas de la fama y gloria de las artes se ciernen arriba - Feme and Kleos.